# 犯す!
『犯す!』（おかす!）は、1976年2月7日公開の日本映画。長谷部安春監督、八城夏子主演。にっかつ製作。カラー、71分。

## ストーリー
図書館につとめる夏子は、エレベーター内で名も知らぬ男にナイフで脅され処女を失う。それを機に、職場の上司、行きずりの二人組の若者らと男遍歴を重ねていく夏子だが、強姦の記憶がこびりついた体は燃え上がらない。やがて男に再会した夏子は、服を脱ぎ捨て、自ら身体を求め始めた。

## キャスト
夏子
演 - 八城夏子
図書館司書。職場の人間からは、恋愛よりも仕事優先のお堅い女性と思われている。自宅マンションのエレベーターで強姦魔に襲われ、心に傷を負う。しかし、同時に被害時の快楽が忘れられず、複数の男たちと行為に及ぶようになる。
和服の女
演 - 二条朱実
夜道を帰宅途中に強姦魔に拉致され、公園で襲われる。
温室の女
演 - 谷ナオミ
園芸が趣味。侵入してきた強姦魔に自宅の温室で襲われる。
強姦魔
演 - 蟹江敬三
暴力とナイフを使って夏子を強姦する。普段はトラック運転手として勤勉に働いている。作中では素顔丸出しで昼夜問わず暴行をはたらいている一方、小さな動物や心を許した相手には純粋な優しさを向けるなどの二面性を持つ。木箱に入れたリスをトラックの座席に乗せている。
ユキ
演 - 岡本麗
夏子の職場の先輩社員。高井とは不倫関係で、勤務中に隠れて情事を行う。当初は夏子に手厳しく接していたが、処女喪失したと感づいて夏子への態度が軟化する。
Gパンの女
演 - 山科ゆり
中型犬を飼う女。散歩中に動物好きの強姦魔と出会い、その素性を知らぬまま意気投合する。
高井
演 - 三川裕之
図書館の課長。夏子の上司。ユキと肉体関係を持っていたが、夏子に乗り換え関係を迫る。
夏子の同僚
演 - 森みどり、原田千枝子
ゴシップ好きで、ユキと課長の関係を夏子に伝える。
労務者
演 - 中平哲仟
夜の街中で偶然出会った中年男。夏子を飲みに誘いながら、勤務先の建設現場の休憩所で行為に及ぶ。
島
演 - 高橋明
クリーニングの男
演 - 北上忠行
若者
演 - 清水国雄、影山英俊
バーでたまたま出会った夏子をナンパする。それぞれが夏子と交わり、挿入してからの時間の長さを競い合う。
管理人
演 - 田畑善彦
先輩社員
ユキと給湯室の隣の休憩室で行為に及び、数日後に夏子とも給湯室で強引に関係をもつ。

## スタッフ
- 監督 - 長谷部安春
- 脚本 - 松岡清治、長谷部安春
- 製作 - 伊藤亮爾
- 撮影 - 山崎善弘
- 音楽 - 穂口雄右